# Л'Удон
Л'Удо́н (фр. L'Oudon) — колишній муніципалітет у Франції, у регіоні Нормандія, департамент Кальвадос. Населення — 1527 осіб (2011).
Муніципалітет був розташований на відстані близько 170 км на захід від Парижа, 38 км на південний схід від Кана.

## Історія
До 2015 року муніципалітет перебував у складі регіону Нижня Нормандія. Від 1 січня 2016 року належав до нового об'єднаного регіону Нормандія.
1 січня 2017 року Л'Удон, Буасе, Бреттвіль-сюр-Дів, Євіль, Міттуа, Монв'єтт, Увіль-ла-Б'ян-Турне, Сент-Маргерит-де-В'єтт, Сен-Жорж-ан-Ож, Сен-П'єрр-сюр-Дів, Тьєвіль, Водлож i В'є-Пон-ан-Ож було об'єднано в новий муніципалітет Сен-П'єрр-ан-Ож.

## Демографія
Динаміка населення (INSEE ):
Розподіл населення за віком та статтю (2006):
| Стать | Всього | До 15 років | 15-24 | 25-44 | 45-64 | 65-85 | Понад 85 |
| --- | ------ | ----------- | ----- | ----- | ----- | ----- | -------- |
| Чоловіки | 866    | 120         | 214   | 184   | 236   | 108   | 4        |
| Жінки | 668    | 112         | 83    | 165   | 188   | 104   | 16       |
| \| Статево-вікова піраміда \| Статево-вікова піраміда \| Статево-вікова піраміда \| \| ----------------------- \| ----------------------- \| ----------------------- \| \| Чоловіки \| Вік \| Жінки \| \| 4 \| 85 + \| 16 \| \| 20 \| 80-84 \| 16 \| \| 20 \| 75-79 \| 16 \| \| 32 \| 70-74 \| 16 \| \| 36 \| 65-69 \| 56 \| \| 44 \| 60-64 \| 28 \| \| 60 \| 55-59 \| 52 \| \| 60 \| 50-54 \| 36 \| \| 72 \| 45-49 \| 72 \| \| 40 \| 40-44 \| 60 \| \| 48 \| 35-39 \| 32 \| \| 56 \| 30-34 \| 40 \| \| 40 \| 25-29 \| 33 \| \| 66 \| 20-24 \| 41 \| \| 148 \| 15-20 \| 42 \| \| 56 \| 10-14 \| 32 \| \| 32 \| 5-9 \| 60 \| \| 32 \| 0-4 \| 20 \| |        |             |       |       |       |       |          |
| Статево-вікова піраміда |        |             |       |       |       |       |          |
| Чоловіки | Вік    | Жінки       |       |       |       |       |          |
| 4 | 85 +   | 16          |       |       |       |       |          |
| 20 | 80-84  | 16          |       |       |       |       |          |
| 20 | 75-79  | 16          |       |       |       |       |          |
| 32 | 70-74  | 16          |       |       |       |       |          |
| 36 | 65-69  | 56          |       |       |       |       |          |
| 44 | 60-64  | 28          |       |       |       |       |          |
| 60 | 55-59  | 52          |       |       |       |       |          |
| 60 | 50-54  | 36          |       |       |       |       |          |
| 72 | 45-49  | 72          |       |       |       |       |          |
| 40 | 40-44  | 60          |       |       |       |       |          |
| 48 | 35-39  | 32          |       |       |       |       |          |
| 56 | 30-34  | 40          |       |       |       |       |          |
| 40 | 25-29  | 33          |       |       |       |       |          |
| 66 | 20-24  | 41          |       |       |       |       |          |
| 148 | 15-20  | 42          |       |       |       |       |          |
| 56 | 10-14  | 32          |       |       |       |       |          |
| 32 | 5-9    | 60          |       |       |       |       |          |
| 32 | 0-4    | 20          |       |       |       |       |          |

## Економіка
2010 року серед 1029 осіб працездатного віку (15—64 років) 692 були активними, 337 — неактивними (показник активності 67,2%, у 1999 році було 69,5%). З 692 активних мешканців працювало 649 осіб (365 чоловіків та 284 жінки), безробітними було 43 (22 чоловіки та 21 жінка). Серед 337 неактивних 161 особа була учнем чи студентом, 109 — пенсіонерами, 67 були неактивними з інших причин.

У 2010 році в муніципалітеті числилось 554 оподатковані домогосподарства, у яких проживали 1427,5 особи, медіана доходів виносила 17 353 євро на одного особоспоживача